# Estación Floresta (Buenos Aires)
Floresta es una estación ferroviaria ubicada en el barrio del mismo nombre, en la Ciudad de Buenos Aires.

## Ubicación
Se encuentra ubicada en el centro-oeste de la ciudad, dentro del barrio de Floresta; a la altura de Avenida Rivadavia 8200.

## Servicios
Forma parte de la Línea Sarmiento en su ramal que une las estaciones Once y Moreno.

## Infraestructura
Es una estación de doble andén y doble vía. El andén norte posee un solo acceso a los pasajeros a través de la calle Bahía Blanca, y el andén sur, a través de la calle Yerbal. Ambos andenes se encuentran comunicados por un túnel.

## Historia

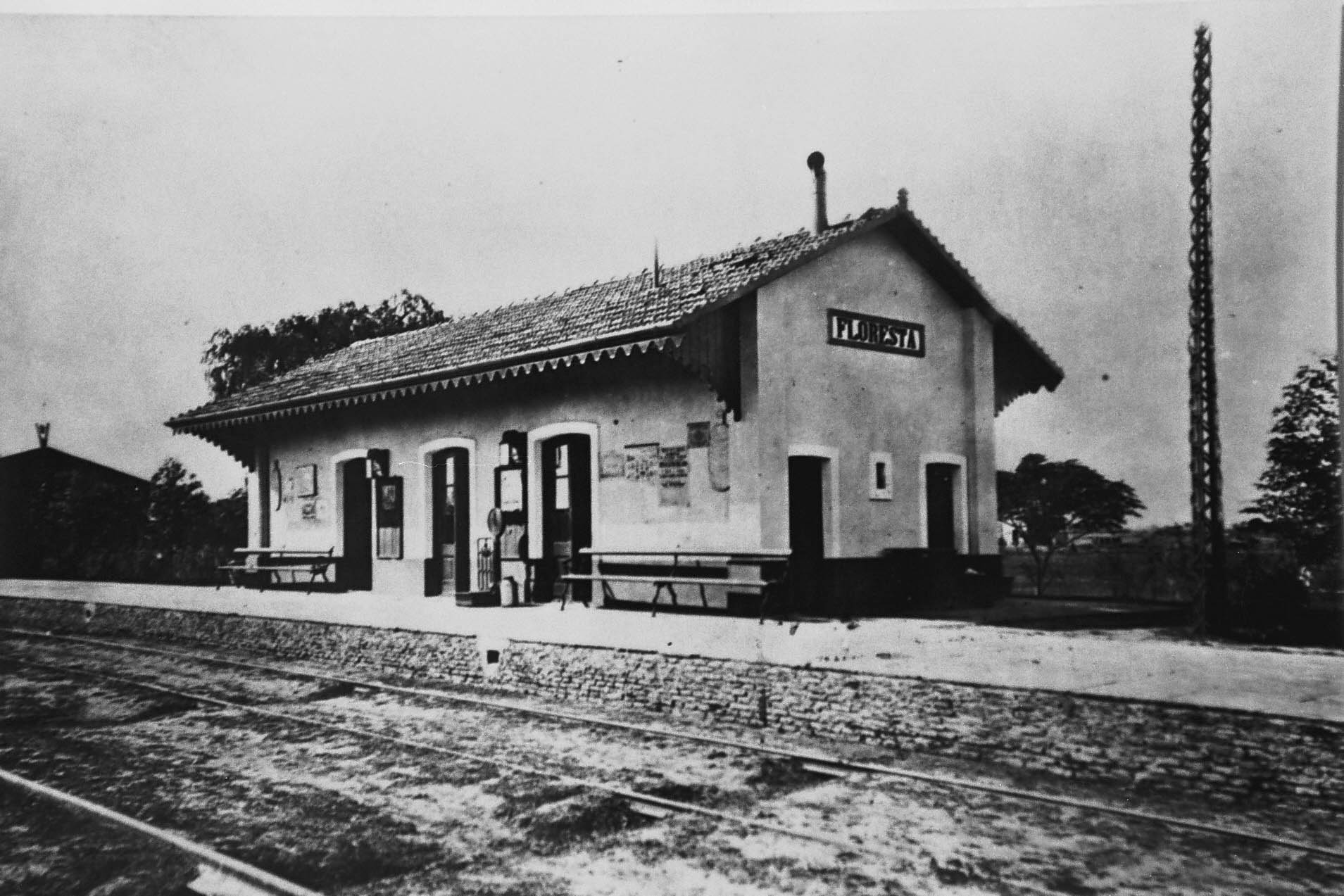
La antigua Estación Floresta antes de 1869.

Fue una de las primeras estaciones ferroviarias que tuvo el país, al ser la cabecera oeste del Ferrocarril Oeste de Buenos Aires que partía desde la Estación del Parque (actualmente el Teatro Colón) en 1857. En 1888 se cambió su nombre por el de Vélez Sarsfield hasta 1944, cuando se repone el original.
En el año 1973 la vieja estación Floresta fue demolida y otra más moderna fue construida en su lugar. En 1998, Trenes de Buenos Aires realiza nuevas obras de remodelación, otorgándole su aspecto actual.
También según manuales de estaciones de empresas asociadas de 1915 y 1930, pudo haber sido terminal del ramal a Versalles que se desprendía de la estación Villa Luro.